# Salvador Mercado (militar)
General Roberto Salvador Mercado Castillo (Ciudad de México, 7 de junio de 1867 - ibídem, 25 de noviembre de 1936) fue un militar mexicano que participó en la Revolución mexicana. Fue hijo de Manuel Antonio Mercado y de Francisca Castillo; fue bautizado el 3 de julio. Estudió la carrera militar. Gobernador de Chihuahua en 1913 y Jefe de la División del Norte Federal, combatió a Pancho Villa en defensa del Régimen de Victoriano Huerta. Tras los Combates de Samalayuca y Ciudad Juárez se retiró a Ojinaga, donde Pancho Villa lo derrotó en la Batalla conocida como la Batalla de Ojinaga. Permaneció exiliado en los Estados Unidos por varios años. Murió en la Ciudad de México el 25 de noviembre de 1936.